# Aisha Franz
Pour les articles homonymes, voir Franz.
Aisha Franz est une illustratrice et auteure de bande dessinée allemande née en 1984 à Fürth.

## Biographie
Son projet de fin d'étude à l'École Supérieure d'Art et de Design de Cassel, Alien, est publié en 2011 par les éditions Reprodukt en Allemagne, puis en France la même année par les éditions Çà et là sous le titre Petite Terrienne. Elle publie ses histoires dans des anthologies comme Orang, Kuti Kuti et Strapazin, et pratique également l'auto-édition. Elle vit et travaille à Berlin.

## Publications
- Shit is real, éd. L'employé du moi, 2017  (ISBN 978-2-39004-027-9)
- Échos (collectif), éd. L'employé du moi, 2014,  (ISBN 978-2-930360-60-7)
- Brigitte et la perle cachée, éd. Çà et là, 2013  (ISBN 978-2-916207-79-7)
- Petite Terrienne, éd. Çà et là, 2011  (ISBN 978-2-916207-67-4)